# Born to Be My Baby
«Born to Be My Baby» (en español: «Naciste para ser mi nena») es una canción interpretada por la banda estadounidense de rock Bon Jovi. Fue publicada por el sello discográfico Mercury Records el 4 de noviembre de 1988 como segundo sencillo oficial del álbum New Jersey. La canción fue escrita por Jon Bon Jovi, Richie Sambora y Desmond Child. La canción alcanzó en tercer puesto en la lista estadounidense del Billboard Hot 100 y la séptima posición en el Mainstream Rock Tracks.
A pesar del éxito de la canción, no fue incluida en el primer álbum de grandes éxitos de la banda, Cross Road en 1994. La canción fue incluida hasta el álbum de grandes éxitos de 2010, Greatest Hits. Una versión acústica de la canción fue incluida en el álbum de compilación This Left Feels Right (2003) y la edición de lujo de New Jersey, publicada en 2014.

## Video musical
El video musical fue grabado en blanco y negro, como otros videos del cuarto álbum New Jersey.
El vídeo contó con un bajo presupuesto, el cual fue filmado en el estudio de grabación, en el cual se relata la grabación de la misma canción. El video tiene una duración de cinco minutos con doce segundos. Inicia con la banda intercambiando diálogos, en el cual se ve al vocalista Jon Bon Jovi inconforme con la canción. El video también cuenta con la aparición de la esposa del cantante, Dorothea.
El video musical fue incluido en el álbum visual New Jersey: The Videos, un promocional para VHS que ya no es fabricado actualmente. Al igual que la canción, el video estuvo ausente en la colección de videos de la banda en 1994: Cross Road: The Videos.

## Listas
| Lista (1988)                            | Mejor posición |
| --------------------------------------- | -------------- |
| Alemania (Media Control AG)             | 54             |
| Australia (ARIA)                        | 30             |
| Estados Unidos (Billboard Hot 100)      | 3              |
| Estados Unidos (Mainstream Rock Tracks) | 7              |
| Nueva Zelanda (Recorded Music NZ)       | 19             |
| Reino Unido (UK Singles Chart)          | 22             |
| Suiza (Schweizer Hitparade)             | 25             |